# Athlétisme aux Jeux africains de 2015
Navigation
Maputo 2011 Rabat 2019
Les épreuves d'athlétisme des Jeux africains de 2015 se déroulent du 13 au 17 septembre 2015 à Brazzaville, en république du Congo.

## Résultats

### Hommes
| Épreuves | Or                                                                                      | Argent                                                                              | Bronze                                                                                  |
| --- | --------------------------------------------------------------------------------------- | ----------------------------------------------------------------------------------- | --------------------------------------------------------------------------------------- |
| 100 m | Ben Youssef Meïté 10 s 04 (NR)                                                          | Ogho-Oghene Egwero 10 s 17                                                          | Wilfried Koffi 10 s 23                                                                  |
| 200 m | Wilfried Koffi 20 s 42                                                                  | Divine Oduduru 20 s 45                                                              | Odele Tega 20 s 58                                                                      |
| 400 m | Isaac Makwala 44 s 35                                                                   | Boniface Mweresa 45 s 01 (SB)                                                       | Onkabetse Nkobolo 45 s 50                                                               |
| 800 m | Nijel Amos 1 min 50 s 45                                                                | Taoufik Makhloufi 1 min 50 s 72                                                     | Job Kinyor 1 min 50 s 79                                                                |
| 1 500 m | Mekonnen Gebremedhin 3 min 45 s 73                                                      | Abdi Waiss Mouhyadin 3 min 45 s 98                                                  | Salim Keddar 3 min 46 s 31                                                              |
| 5 000 m | Getaneh Tamire 13 min 21 s 88                                                           | Leul Gebresilase 13 min 22 s 13                                                     | Thomas Longosiwa 13 min 22 s 72                                                         |
| 10 000 m | Tsebelu Zewde 27 min 27 s 19                                                            | Leonard Barsoton 27 min 27 s 55                                                     | Adugna Takele 27 min 28 s 40                                                            |
| Semi-marathon | Zersenay Tadese 1 h 3 min 11 s                                                          | Luka Kanda 1 h 3 min 27 s                                                           | Hizkel Tewelde 1 h 3 min 39 s                                                           |
| 110 m haies | Antonio Alkana 13 s 32 CR                                                               | Lyès Mokdel 13 s 47                                                                 | Tyron Akins 13 s 54                                                                     |
| 400 m haies | Abdelmalik Lahoulou 48 s 67 (NR)                                                        | Miloud Rahmani 49 s 27                                                              | Mohamed Sghaïer 49 s 32                                                                 |
| 3 000 m steeple | Clement Kemboi Kimutai 8 min 20 s 31                                                    | Hillary Kemboi Cheserek 8 min 22 s 96 SB                                            | Hailemariyam Amare 8 min 24 s 19 SB                                                     |
| 4 × 100 m | Côte d'Ivoire Christopher Naliali Wilfried Koffi Arthur Cissé Ben Youssef Meïté 38 s 93 | Namibie Even Tjiviju Hitjivirue Kaanjuka Dantago Gurirab Jesse Urikhob 39 s 22 (NR) | Ghana Daniel Gyasi Solomon Afful Emmanuel Dasor Shepard Agbeko 39 s 71                  |
| 4 × 400 m | Kenya Raymond Kibet Alex Sampao Kiprono Koskei Boniface Mweresa 3 min 0 s 34 (CR)       | Botswana Onkabetse Nkobolo Nijel Amos Leaname Maotoanong Isaac Makwala 3 min 0 s 95 | Algérie Miloud Laradt Miloud Rahmani Sofiane Bouhedda Abdelmalik Lahoulou 3 min 03 s 07 |
| 20 km marche | Lebogang Shange 1 h 26 min 43 s                                                         | Samuel Kereri 1 h 26 min 44 s                                                       | Wayne Snyman 1 h 27 min 32 s                                                            |
| Saut en hauteur | Kabelo Kgosiemang 2,25 m                                                                | Ali Mohamed 2,22 m                                                                  | Chris Moleya 2,22 m                                                                     |
| Saut à la perche | Hichem Cherabi 5,25 m                                                                   | Jordan Yamoah 5,20 m                                                                | Mohamed Romdhana 5,10 m                                                                 |
| Saut en longueur | Ndiss Kaba Badji 7,74 m                                                                 | Mamadou Gueye 7,69 m                                                                | Roméo N'tia 7,44 m                                                                      |
| Triple saut | Tosin Oke 17,00 m                                                                       | Olumide Olamigoke 16,98 m                                                           | Mamadou Cherif Dia 16,55 m                                                              |
| Lancer du poids | Franck Elemba 20,25 m CR                                                                | Mohamed Magdi 19,78 m                                                               | Jaco Engelbrecht 19,55 m                                                                |
| Lancer du disque | Russell Tucker 60,41 m                                                                  | Essohounamondom Tchalim 52,72 m NR                                                  | Franck Elemba 50,30 m                                                                   |
| Lancer du marteau | Mostafa Elgamel 74,92 m                                                                 | Chris Harmse 73,49 m                                                                | Nicolas Li Yun Fong 59,36 m (SB)                                                        |
| Lancer du javelot | Ihab Abdelrahman el-Sayed 85,37 m (CR)                                                  | John Ampomah 82,94 m (NR)                                                           | Phil-Mar van Rensburg 76,85 m                                                           |
| Décathlon | Guillaume Thierry 7 591 pts (NR)                                                        | Atsu Nyamadi 7 478 pts                                                              | Fredriech Pretorius 7 186 pts                                                           |
| Records et Performances - AR : Record continental (area record) - CR : Record des championnats (championship record) - MR : Record du meeting (meet record) - NR : Record national (national record) - OR : Record olympique (olympic record) - PR : Record paralympique (paralympic record) - PB : Record personnel (personal best) - SB : Meilleure performance personnelle de la saison (season's best) - WL : Meilleure performance mondiale de l'année (world leader) - WJR : Record du monde junior (world junior record) - WR : Record du monde (world record) Circonstances et Conditions - DNF : N'a pas terminé (did not finish) - DNS : N'a pas pris le départ (did not start) - DQ : Disqualification (disqualification) - NM : Aucun essai valable enregistré (No Mark) - Q : Qualifié « directement » au prochain tour (ou à la prochaine compétition), lors d'une compétition majeure, grâce au classement ou à la réalisation des minima (automatic qualifier) - q : Qualifié au prochain tour (ou à la prochaine compétition), lors d'une compétition majeure, grâce au repêchage ou à la réalisation de l'une des meilleures performances parmi celles des « non qualifiés directement » (grâce au meilleur temps ou à la meilleure distance par exemple) (secondary qualifier) |                                                                                         |                                                                                     |                                                                                         |

### Femmes
| Épreuves | Or                                                                                          | Argent                                                                              | Bronze                                                                                        |
| --- | ------------------------------------------------------------------------------------------- | ----------------------------------------------------------------------------------- | --------------------------------------------------------------------------------------------- |
| 100 m | Marie-Josée Ta Lou 11 s 02 (CR)                                                             | Eunice Kadogo 11 s 47 (NR)                                                          | Kadidiatou Traoré Adeline Gouenon 11 s 49                                                     |
| 200 m | Marie-Josée Ta Lou 22 s 57                                                                  | Ngozi Onwumere 23 s 24                                                              | Lawretta Ozoh 23 s 37                                                                         |
| 400 m | Kabange Mupopo 50 s 22 (NR)                                                                 | Patience Okon George 50 s 71                                                        | Tjipekapora Herunga 51 s 55                                                                   |
| 800 m | Caster Semenya 2 min 0 s 97                                                                 | Annet Mwanzi Lukhuyi 2 min 1 s 54                                                   | Chaltu Shumi 2 min 1 s 59 (SB)                                                                |
| 1 500 m | Dawit Seyaum 4 min 16 s 69                                                                  | Besu Sado 4 min 18 s 86                                                             | Beatrice Chepkoech 4 min 19 s 16                                                              |
| 5 000 m | Margaret Chelimo 15 min 30 s 15                                                             | Rosemary Wanjiru 15 min 30 s 18                                                     | Alice Aprot 15 min 31 s 82                                                                    |
| 10 000 m | Alice Aprot 31 min 24 s 18 (CR)                                                             | Gladys Kiptagelai 31 min 36 s 87 (SB)                                               | Gelete Burka 31 min 38 s 33                                                                   |
| Semi-marathon | Mamitu Deska 1 h 12 min 42 s                                                                | Worknesh Degefa 1 h 12 min 42 s                                                     | Yebergal Melese 1 h 12 min 42 s                                                               |
| 20 km marche | Grace Wanjiru 1 h 38 min 28 s (CR)                                                          | Aynalem Eshetu 1 h 39 min 49 s                                                      | Askale Tiksa 1 h 42 min 25 s (SB)                                                             |
| 100 m haies (-0,1 m/s) | Oluwatobiloba Amusan 13 s 15                                                                | Gnima Faye 13 s 28 (SB)                                                             | Lindsay Lindley 13 s 30                                                                       |
| 400 m haies | Amaka Ogoegbunam 55 s 86                                                                    | Ajoke Odumosu 57 s 63                                                               | Lilianne Klaasman 58 s 68 (NR)                                                                |
| 3 000 m steeple | Sofia Assefa 9 min 51 s 30                                                                  | Hiwot Ayalew 9 min 51 s 94                                                          | Purity Cherotich 9 min 52 s 54                                                                |
| 4 × 100 m | Nigeria Cecilia Francis Blessing Okagbare Ngozi Onwumere Lawretta Ozoh 43 s 10              | Ghana Flings Owusu-Agyapong Gemma Acheampong Beatrice Gyaman Janet Amponsah 43 s 72 | Côte d'Ivoire Rosvitha Okou Adeline Gouenon Adjoua Triphène Kouamé Marie-Josée Ta Lou 43 s 98 |
| 4 × 400 m | Botswana Lydia Mashila Goitseone Seleka Galefele Moroko Christine Botlogetswe 3 min 32 s 84 | Kenya Hellen Syombua Annet Mwanzi Winnie Chebet Maureen Nyatichi 3 min 35 s 91      | Éthiopie Tegest Tamagnu Kore Tola Nema Sefa Chaltu Shume 3 min 39 s 99                        |
| Saut en hauteur | Lissa Labiche 1,91 m                                                                        | Doreen Amata 1,85 m                                                                 | Julia du Plessis 1,80 m                                                                       |
| Saut à la perche | Syrine Balti 4,10 m                                                                         | Dora Mahfoudhi 4,10 m                                                               | Sinaly Ouattara 3,40 m                                                                        |
| Saut en longueur | Joëlle Mbumi Nkouindjin 6,31 m                                                              | Tahani Romaissa Belabiod 6,30 m                                                     | Lissa Labiche 6,25 m                                                                          |
| Triple saut | Joëlle Mbumi Nkouindjin 13,75 m                                                             | Blessing Ibrahim 13,52 m                                                            | Nadia Eke 13,40 m (NR)                                                                        |
| Lancer du poids | Auriol Dongmo 17,21 m (NR)                                                                  | Claire Uke 16,64 m                                                                  | Sonia Smuts 15,92 m                                                                           |
| Lancer du disque | Claire Uke 54,25 m                                                                          | Ischke Senekal 50,53 m                                                              | Julia Agawu 49,08 m                                                                           |
| Lancer du marteau | Lætitia Bambara 66,91 m CR                                                                  | Amy Sène 63,64 m                                                                    | Jennifer Batu 62,13 m NR                                                                      |
| Lancer du javelot | Kelechi Nwanaga 52,70 m                                                                     | Zuta Mary Nartey 50,93 m (SB)                                                       | Jo-Ane van Dyk 50,52 m                                                                        |
| Heptathlon | Uhunoma Osazuwa 5 892 pts                                                                   | Odile Ahouanwanou 5 734 pts                                                         | Marthe Koala 5 664 pts                                                                        |
| Records et Performances - AR : Record continental (area record) - CR : Record des championnats (championship record) - MR : Record du meeting (meet record) - NR : Record national (national record) - OR : Record olympique (olympic record) - PR : Record paralympique (paralympic record) - PB : Record personnel (personal best) - SB : Meilleure performance personnelle de la saison (season's best) - WL : Meilleure performance mondiale de l'année (world leader) - WJR : Record du monde junior (world junior record) - WR : Record du monde (world record) Circonstances et Conditions - DNF : N'a pas terminé (did not finish) - DNS : N'a pas pris le départ (did not start) - DQ : Disqualification (disqualification) - NM : Aucun essai valable enregistré (No Mark) - Q : Qualifié « directement » au prochain tour (ou à la prochaine compétition), lors d'une compétition majeure, grâce au classement ou à la réalisation des minima (automatic qualifier) - q : Qualifié au prochain tour (ou à la prochaine compétition), lors d'une compétition majeure, grâce au repêchage ou à la réalisation de l'une des meilleures performances parmi celles des « non qualifiés directement » (grâce au meilleur temps ou à la meilleure distance par exemple) (secondary qualifier) |                                                                                             |                                                                                     |                                                                                               |

## Tableau des médailles
| Rang  | Nation              | Or | Argent | Bronze | Total |
| ----- | ------------------- | -- | ------ | ------ | ----- |
| 1     | Nigeria             | 8  | 9      | 4      | 21    |
| 2     | Éthiopie            | 6  | 5      | 6      | 17    |
| 3     | Kenya               | 5  | 9      | 6      | 20    |
| 4     | Côte d'Ivoire       | 5  | 0      | 4      | 9     |
| 5     | Afrique du Sud      | 4  | 2      | 8      | 14    |
| 6     | Botswana            | 3  | 2      | 1      | 6     |
| 7     | Cameroun            | 3  | 0      | 0      | 3     |
| 8     | Algérie             | 2  | 4      | 2      | 8     |
| 9     | Égypte              | 2  | 1      | 0      | 3     |
| 10    | Sénégal             | 1  | 3      | 0      | 4     |
| 11    | Tunisie             | 1  | 1      | 2      | 4     |
| 12    | Burkina Faso        | 1  | 0      | 2      | 3     |
| 12    | République du Congo | 1  | 0      | 2      | 3     |
| 14    | Érythrée            | 1  | 0      | 1      | 2     |
| 14    | Maurice             | 1  | 0      | 1      | 2     |
| 14    | Seychelles          | 1  | 0      | 1      | 2     |
| 17    | Zambie              | 1  | 0      | 0      | 1     |
| 18    | Ghana               | 0  | 5      | 3      | 8     |
| 19    | Namibie             | 0  | 1      | 2      | 3     |
| 20    | Bénin               | 0  | 1      | 1      | 2     |
| 21    | Djibouti            | 0  | 1      | 0      | 1     |
| 21    | Soudan              | 0  | 1      | 0      | 1     |
| 21    | Togo                | 0  | 1      | 0      | 1     |
| 24    | Mali                | 0  | 0      | 1      | 1     |
| Total | 24 nations          | 46 | 46     | 47     | 139   |

## Dopage
Plusieurs cas de dopages sont enregistrés pendant la compétition. En particulier, les vainqueurs des concours de saut en longueur masculin et féminin, les nigérians Samson Idiata et Chinaza Amadi ont été contrôlés positifs, respectivement au clenbutérol et à la méténolone. Leurs titres leur ont été retirés et ils sont suspendus pour une durée de quatre ans, jusqu'au 15 septembre 2019.